# Alain Pasquier
Pour les articles homonymes, voir Pasquier.
Alain Pasquier (né le 1er août 1942 à Fontainebleau) est un historien de l'art français, spécialisé dans la Grèce antique, la muséographie et les techniques de conservation du patrimoine. Il est membre de l'Institut.

## Biographie
Ancien élève de l'École normale supérieure de la rue d'Ulm (promotion L 1962) et agrégé de lettres classiques (1966), il enseigne au Maroc au Lycée Descartes de Rabat entre 1966 et 1968. Il est membre de l'École française d'Athènes de 1971 à 1974. Au sortir de cet établissement, il devient conservateur du Département des Antiquités grecques, étrusques et romaines au musée du Louvre. En 1984, il est nommé conservateur en chef puis, en 1988, inspecteur général des Musées de France. Devenu conservateur général du Patrimoine, il assure de 1999 à 2007 la direction du Département des Antiquités grecques, étrusques et romaines. Jean-Luc Martinez lui succède.
Depuis 1974, il est professeur d'archéologie grecque, chargé de la sculpture, à l'École du Louvre. Il assure également depuis 1995 les cours de céramique grecque à l'École normale supérieure de la rue d'Ulm. En 2003, il a été nommé correspondant français de l'Académie des inscriptions et belles-lettres.
En 2007, il a été avec Jean-Luc Martinez le commissaire de l'exposition Praxitèle du musée du Louvre.
Le 14 juin 2013, il est élu à l'académie des Inscriptions et belles-lettres au fauteuil de Jean Leclant.

## Œuvres
- avec Jean-Luc Martinez (éditeurs), Praxitèle, catalogue de l'exposition au musée du Louvre, 23 mars-18 juin 2007, éditions du Louvre & Somogy, 2007.
- Tanagra. Mythe et archéologie, éd. de la Réunion des Musées nationaux, 2003.
- avec Bernard Holtzmann, Histoire de l'art antique : L'Art grec, collection « Manuels de l'École du Louvre », coédition de l'École du Louvre, la Documentation Française et la Réunion des musées nationaux, 1998.
- Le Louvre : Les antiquités grecques, étrusques et romaines, Scala, 1998.
- La Vénus de Milo et les Aphrodites du Louvre, éd. de la Réunion des Musées nationaux, 1991.
- Praxitèle au Louvre : parti pris d’une exposition. Communication au Colloque international Figures d'artistes dans l'Antiquité grecque : les limites de la monographie sous la direction d'Alain Pasquier et de Jean-Luc Martinez, Musée du Louvre. 24 mars 2007

## Décorations
- Officier de la Légion d'honneur Il est fait chevalier le 11 juillet 1997[2], et promu officier le 21 mars 2008[3].
- Commandeur de l'ordre national du Mérite du 15 janvier 2025[4], officier le 14 novembre 2003[5]
- Commandeur de l'ordre des Palmes académiques (2021) — chevalier en 2005[6]
- Commandeur de l'ordre des Arts et des Lettres Il est fait commandeur le 30 mai 1996[7].